# Mistrzostwa NCAA Division I w Zapasach w 2021
Mistrzostwa NCAA Division I w zapasach rozegrane zostały w Saint Louis w dniach 18–20 marca 2021 roku. Zawody odbyły się na terenie Enterprise Center.
Punkty zdobyło 36 drużyn.
- Outstanding Wrestler – Shane Griffith

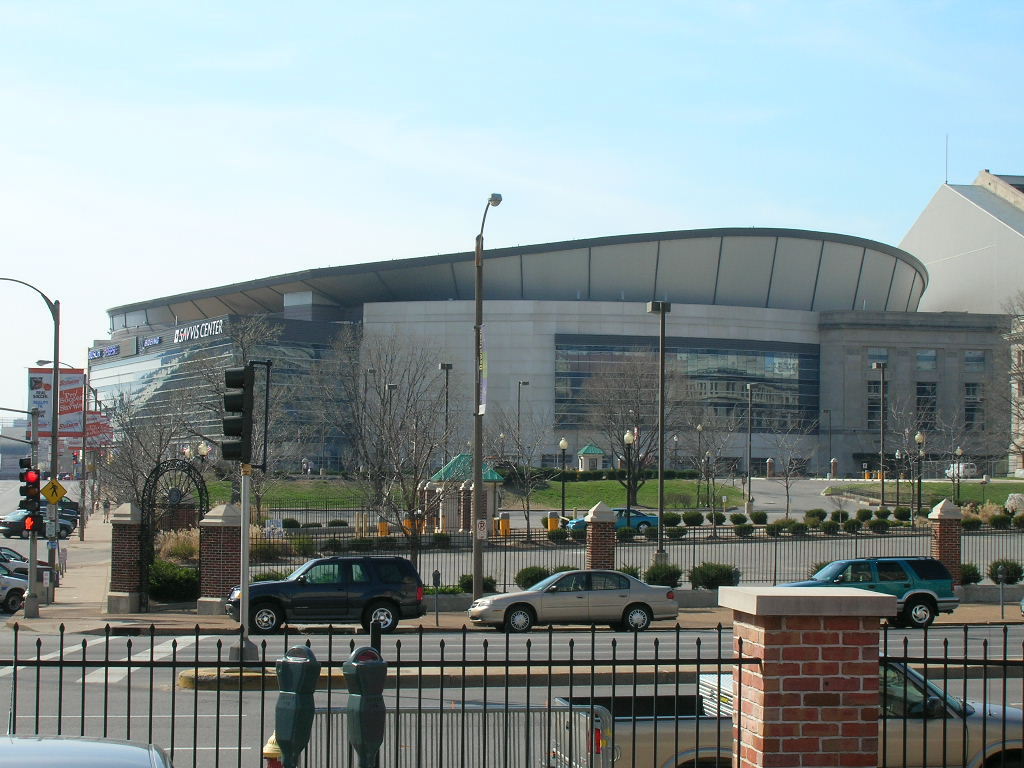
Hala

## Wyniki

### Drużynowo
| Kolejność | Szkoła                          | Zespół         |
| --------- | ------------------------------- | -------------- |
| 1.        | University of Iowa              | Hawkeyes       |
| 2.        | Pennsylvania State University   | Nittany Lions  |
| 3.        | Oklahoma State University       | Cowboys        |
| 4.        | Arizona State University        | Sun Devils     |
| 5.        | University of Michigan          | Wolverines     |
| 6.        | North Carolina State University | Wolfpack       |
| 7.        | University of Minnesota         | Golden Gophers |
| 8.        | University of Missouri          | Tigers         |

### All American

#### 125 lb
| Lp. | Zawodnik          | Szkoła           |
| --- | ----------------- | ---------------- |
| 1.  | Spencer Lee       | Iowa             |
| 2.  | Brandon Courtney  | Arizona State    |
| 3.  | Patrick McKee     | Minnesota        |
| 4.  | Drew Hildebrandt  | Central Michigan |
| 5.  | Taylor LaMont     | Utah Valley      |
| 6.  | Sam Latona        | Virginia Tech    |
| 7.  | Killian Cardinale | West Virginia    |
| 8.  | Eric Barnett      | Wisconsin        |

#### 133 lb
| Lp. | Zawodnik          | Szkoła         |
| --- | ----------------- | -------------- |
| 1.  | Roman Bravo-Young | Penn State     |
| 2.  | Daton Fix         | Oklahoma State |
| 3.  | Austin DeSanto    | Iowa           |
| 4.  | Korbin Myers      | Virginia Tech  |
| 5.  | Lucas Byrd        | Illinois       |
| 6.  | Michael McGee     | Arizona State  |
| 7.  | Chris Cannon      | Northwestern   |
| 8.  | Louie Hayes       | Virginia       |

#### 141 lb
| Lp. | Zawodnik         | Szkoła               |
| --- | ---------------- | -------------------- |
| 1.  | Nick Lee         | Penn State           |
| 2.  | Jaydin Eierman   | Iowa                 |
| 3.  | Tariq Wilson     | North Carolina State |
| 4.  | Sebastian Rivera | Rutgers              |
| 5.  | Dylan Duncan     | Illinois             |
| 6.  | Chad Red         | Nebraska             |
| 7.  | Zachary Sherman  | North Carolina       |
| 8.  | Clay Carlson     | South Dakota State   |

#### 149 lb
| Lp. | Zawodnik         | Szkoła            |
| --- | ---------------- | ----------------- |
| 1.  | Austin O’Connor  | North Carolina    |
| 2.  | Sammy Sasso      | Ohio State        |
| 3.  | Yahya Thomas     | Northwestern      |
| 4.  | Boo Lewallen     | Oklahoma State    |
| 5.  | Brock Mauller    | Missouri          |
| 6.  | Kyle Parco       | Fresno State      |
| 7.  | Jaden Abas       | Stanford          |
| 8.  | Jonathan Millner | Appalachian State |

#### 157 lb
| Lp. | Zawodnik           | Szkoła               |
| --- | ------------------ | -------------------- |
| 1.  | David Carr         | Iowa State           |
| 2.  | Jesse Dellavecchia | Rider                |
| 3.  | Ryan Deakin        | Northwestern         |
| 4.  | Jacori Teemer      | Arizona State        |
| 5.  | Hayden Hidlay      | North Carolina State |
| 6.  | Brayton Lee        | Minnesota            |
| 7.  | Kaleb Young        | Iowa                 |
| 8.  | Wyatt Sheets       | Oklahoma State       |

#### 165 lb
| Lp. | Zawodnik        | Szkoła         |
| --- | --------------- | -------------- |
| 1.  | Shane Griffith  | Stanford       |
| 2.  | Jake Wentzel    | Pittsburgh     |
| 3.  | Keegan O’Toole  | Missouri       |
| 4.  | Travis Wittlake | Oklahoma State |
| 5.  | Ethan Smith     | Ohio State     |
| 6.  | Zach Hartman    | Bucknell       |
| 7.  | Cameron Amine   | Michigan       |
| 8.  | Zahid Valencia  | Arizona State  |

#### 174 lb
| Lp. | Zawodnik         | Szkoła               |
| --- | ---------------- | -------------------- |
| 1.  | Carter Starocci  | Penn State           |
| 2.  | Michael Kemerer  | Iowa                 |
| 3.  | Mikey Labriola   | Nebraska             |
| 4.  | Bernie Truax     | Cal Poly             |
| 5.  | Logan Massa      | Michigan             |
| 6.  | Demetrius Romero | Utah Valley          |
| 7.  | Daniel Bullard   | North Carolina State |
| 8.  | Jackson Turley   | Rutgers              |

#### 184 lb
| Lp. | Zawodnik         | Szkoła               |
| --- | ---------------- | -------------------- |
| 1.  | Aaron Brooks     | Penn State           |
| 2.  | Trent Hidlay     | North Carolina State |
| 3.  | Parker Keckeisen | Northern Iowa        |
| 4.  | John Poznanski   | Rutgers              |
| 5.  | Dakota Geer      | Oklahoma State       |
| 6.  | Brit Wilson      | Northern Illinois    |
| 7.  | Hunter Bolen     | Virginia Tech        |
| 8.  | Lou Deprez       | Binghamton           |

#### 197 lb
| Lp. | Zawodnik         | Szkoła         |
| --- | ---------------- | -------------- |
| 1.  | AJ Ferrari       | Oklahoma State |
| 2.  | Nino Bonaccorsi  | Pittsburgh     |
| 3.  | Myles Amine      | Michigan       |
| 4.  | Jacob Warner     | Iowa           |
| 5.  | Rocky Elam       | Missouri       |
| 6.  | Jake Woodley     | Oklahoma       |
| 7.  | Michael Beard    | Penn State     |
| 8.  | Stephen Buchanan | Wyoming        |

#### 285 lb
| Lp. | Zawodnik        | Szkoła        |
| --- | --------------- | ------------- |
| 1.  | Gable Steveson  | Minnesota     |
| 2.  | Mason Parris    | Michigan      |
| 3.  | Tony Cassioppi  | Iowa          |
| 4.  | Cohlton Schultz | Arizona State |
| 5.  | Gannon Gremmel  | Iowa State    |
| 6.  | Trent Hillger   | Wisconsin     |
| 7.  | Greg Kerkvliet  | Penn State    |
| 8.  | Tate Orndorff   | Ohio State    |